# HD 27742
HD 27742，又名BD+20 751，SAO 76585、HR 1375，是一颗恒星，视星等为5.99，位于銀經175.32，銀緯-19.66，其B1900.0坐标为赤經4h 17m 38.7s，赤緯+20° -19.66′ 56″。